# William Dodge
William Longstreth Dodge (7 de enero de 1925-7 de julio de 1987) fue un deportista estadounidense que compitió en bobsleigh. Participó en los Juegos Olímpicos de Cortina d'Ampezzo 1956, obteniendo una medalla de bronce en la prueba cuádruple.

## Palmarés internacional
| Juegos Olímpicos | Juegos Olímpicos           | Juegos Olímpicos  | Juegos Olímpicos |
| Año              | Lugar                      | Medalla           | Prueba           |
| ---------------- | -------------------------- | ----------------- | ---------------- |
| 1956             | Cortina d'Ampezzo (Italia) | Medalla de bronce | Cuádruple        |